# David Melin
David Harald Georg Melin, född 1 januari 1899 i Dimbo församling i dåvarande Skaraborgs län, död 23 november 1983 i Tibro församling i samma län, var en svensk präst.
David Melin var son till kontraktsprosten Samuel Melin och Hilda Stenborg. Han var också yngre bror till prästen Samuel Melin, botanikern Elias Melin, rektorn Daniel Melin och prästen Paul Melin samt äldre bror till prästen Ruben Melin. Familjen tillhör släkten Melin från Västergötland.
Efter studentexamen i Skara 1918 gjorde han som så många andra i familjen, han läste teologi i Uppsala och blev teologie kandidat 1925 med prästvigning i Skara samma år. 1929 blev han komminister i Nykyrka församling i Skara stift, 1940 kyrkoherde i Tibro församling (som hette Kyrkefalla till 1962) och 1957 kontraktsprost i Kåkinds kontrakt. Han pensionerades 1966. Melin var ordförande i kyrkofullmäktige och kyrkoråd samt ledamot av Nordstjärneorden (LNO).
Han gifte sig 1933 med Kerstin Janson (1908–1966), dotter till bankdirektören Axel Janson och Hedvig Borgstedt. De fick tre barn: diakonissan Elisabet Melin (1935–2017), sjukgymnasten Ragnhild Simonson (1937–2022), gift med prästen Hans Simonson, och stiftsprost Ingemar Melin (1941–2022). Han gifte om sig 1969 med Karin Randhem-Melin (1903–1976), dotter till lagerbokhållare Johan Berntsson och Elfrida Larsson samt änka efter kyrkoherde Karl Randhem.
David Melin är begravd på Nya kyrkogården i Tibro.